# Focke-Wulf

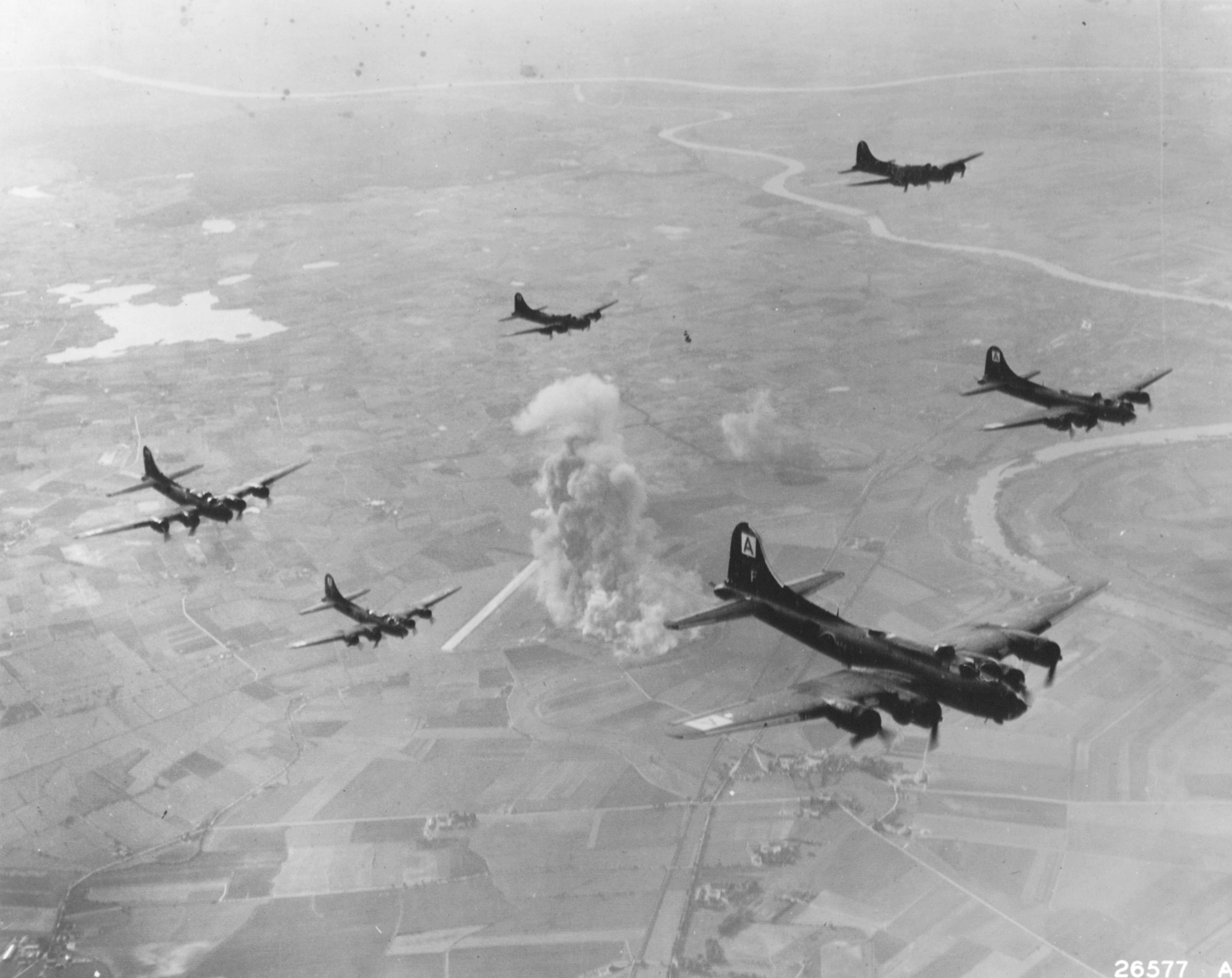
Avió estatunidenc bombardejant la factoria d'avions alemanya a Marienburg durant la Segona Guerra Mundial.

Focke-Wulf Flugzeugbau AG va ser un fabricant d'aeronaus alemany actiu tant abans com durant la Segona Guerra Mundial. Va produir diverses aeronaus tant militars com civils dels quals en destaca l'avió de caça Focke-Wulf Fw 190.

## Models d'avions
- Focke-Wulf Fw 200, transport militar quatrimotor (1937)
- Focke-Wulf Fw 190 (1939)
- Focke-Wulf Ta 400, bombarder de llarga distància (1943)